# El Barrio, San Luis Potosí
El Barrio är en ort i Mexiko.   Den ligger i kommunen Xilitla och delstaten San Luis Potosí, i den centrala delen av landet, 210 km norr om huvudstaden Mexico City. El Barrio ligger 933 meter över havet och antalet invånare är 107.
Terrängen runt El Barrio är varierad. Runt El Barrio är det ganska tätbefolkat, med 90 invånare per kvadratkilometer. Närmaste större samhälle är Xilitla, 7,0 km öster om El Barrio. I omgivningarna runt El Barrio växer i huvudsak blandskog.